# Liste der Meeresnaturparks in Frankreich

Die Meeresnaturparks sind blau, die regionalen Naturparks grün und die Nationalparks rot gekennzeichnet.

Die Meeresnaturparks in Übersee-Départements. Auch hier sind sie blau, die regionalen Naturparks grün und die Nationalparks rot gekennzeichnet.

Diese Liste zeigt die Meeresnaturparks in Frankreich (französisch Parc naturel marin).
Die Parks sind primär nach dem Gründungsjahr geordnet, können jedoch nach den einzelnen Spalten beliebig umsortiert werden.
| Name deutsch/französisch | Gründungsjahr | Region(en)                           | Anmerkung |
| --- | ------------- | ------------------------------------ | --- |
| Meeresnaturpark Iroise Parc naturel marin d’Iroise                                                                                | 2007          | Bretagne                             | |
| Meeresnaturpark Mayotte Parc naturel marin de Mayotte                                                                             | 2010          | Mayotte                              | |
| Meeresnaturpark Golfe du Lion Parc naturel marin du Golfe du Lion                                                                 | 2010          | Okzitanien                           | |
| Meeresnaturpark Glorieuses Parc naturel marin des Glorieuses                                                                      | 2012          | Îles Glorieuses                      | Wurde am 8.6.2021 in das Nationale Naturschutzgebiet Glorieuses-Archipel (fr. Réserve naturelle nationale de l’archipel des Glorieuses) umgewandelt. |
| Meeresnaturpark Estuaires Picards et Mer d’Opale Parc naturel marin des estuaires picards et de la mer d’Opale                    | 2012          | Normandie, Hauts-de-France           | |
| Meeresnaturpark Korallenmeer Parc naturel de la mer de Corail                                                                     | 2014          | Neukaledonien                        | |
| Meeresnaturpark Bassin d’Arcachon Parc naturel marin du bassin d’Arcachon                                                         | 2014          | Nouvelle-Aquitaine                   | |
| Meeresnaturpark Estuaire de la Gironde et Mer des Pertuis Parc naturel marin de l’estuaire de la Gironde et de la mer des Pertuis | 2015          | Nouvelle-Aquitaine, Pays de la Loire | |
| Meeresnaturpark Cap Corse und Agriate Parc naturel marin du cap Corse et de l’Agriate                                             | 2016          | Korsika                              | |
| Meeresnaturpark Martinique Parc naturel marin en Martinique                                                                       | 2017          | Martinique                           | |
| Meeresnaturpark Golfe Normand-Breton Parc naturel marin dans le golfe normand-breton                                              | in Planung    | Bretagne, Normandie                  | |

## Verwaltung der Meeresnaturparks
Die Parks stehen seit 2020 unter der Verwaltung des französische Amtes für Biodiversität (frz.: Office français de la biodiversité (OFB)), einer öffentlichen Einrichtung, die sich dem Schutz der Biodiversität verschrieben hat. Es wurde am 1. Januar 2020 durch Gesetz Nr. 2019-773 vom 24. Juli 2019 gegründet und steht unter der Aufsicht des Ministeriums für ökologischen Wandel (frz.: Ministère de la Transition écologique) und des Ministeriums für Landwirtschaft und Ernährung (frz.: Ministère de l’Agriculture et de l’Alimentation).